# Baszta Mennicza w Goleniowie
Baszta Mennicza w Goleniowie – ośmioboczna baszta, wchodząca w skład murów obronnych w Goleniowie, w ich fragmencie rozciągającym się wzdłuż deptaka nad rzeką Iną.
Dawniej znajdowała się tutaj mennica miejska, bito m.in. monety zwane białym groszem goleniowskim, obecnie zamknięta, istnieje możliwość zwiedzania jedynie od zewnątrz. Obok baszty znajdują się wrota - furta wodna, będące dawniej przejściem z otoczonego murami miasta nad rzekę.